# 浅地神明社
浅地神明社（あさじしんめいしゃ）は、富山県小矢部市にある神社である。単に神明社とも呼ばれる。旧社格は村社。天照皇大神・豊受大神・天手力男命の三柱を祭神としている。

## 歴史
貞観年間（859年 - 876年）に創建されたと伝わる。砺波平野では、開墾により新たな集落ができると鎮守神として神明社を祀る習慣があったと思われるが、浅地神明社の由緒はこうした他の神明社とは異なり、勧請によって伊勢神宮の御師により創建・発展したものである。文永（1264年 - 1275年）・弘安（1278年 - 1288年）の頃には、勅願所になったとされる。浅地村村内の諸社の中でも特に崇敬を集め、御師は当社を拠点に布教に努めた。
歴代の国司や領主からも尊崇を集め、桃井直常が病気回復の祈願を行った際には15貫文の山林地を社領として寄進した。また、足利義政も祈願所と定めて太刀一振を寄付、増山城主神保長職も社領を寄進している。しかし、天正13年（1585年）の豊臣秀吉の越中侵攻の際、佐々成政の家臣の佐々平左衛門によって放火され、本殿を始めとした社殿や所蔵品などを全て焼失した。
江戸時代に入ると、本殿が再建され、元和2年（1616年）には前田利常から社領として10石5斗を寄進されている。浅地神明社は、これを明治3年（1807年）まで伊勢の二見太夫に納所していた。

## 境内
小矢部川の左岸近く、蟹谷丘陵の山裾の広い森の中に鎮座する。鳥居の先に拝殿と社務所があり、さらにコンクリートの鞘堂に覆われた本殿がある。本殿は、間口1.98メートル、奥行1.66メートルの杮葺一間社神明造で、全体として細造りで繊細な印象を与えるものとなっている。

## 文化財

### 富山県指定文化財
- 浅地神明社本殿[11]
1965年（昭和40年）1月1日指定（建造物）[1][2][3]
建立の年代は不明であるが、江戸時代初期と考えられるている[1][11]。富山県内最古の神明造で[7][11]、保存状態も良く[1]、室町時代の様式をよく伝えている[1][3][11]。一方で、本屋根の下に緩い勾配の[3]1.58メートルの向拝を付けて流造に見せるなど[1]、神明造が定型化する前の試行的な側面も見える[3]。また、向拝柱が楕円形であるなど、細部に特異な意匠を凝らし、地方独特の神社建築として大変珍しいものとなっている[1][3][11]。

## 現地情報

### 所在地
- 富山県小矢部市浅地7437番地[5]

### 交通アクセス
- あいの風とやま鉄道あいの風とやま鉄道線石動駅から小矢部市営バス（メルバス）蟹谷線で「浅地」バス停下車[6]